# Michael East (Leichtathlet)
Michael East, auch Michael John „Mike“ East (* 20. Januar 1978 in Reading) ist ein ehemaliger britischer Mittelstreckenläufer, der sich auf die 1500-Meter-Strecke spezialisiert hatte.

## Leben
2002 gewann er Bronze bei den Leichtathletik-Halleneuropameisterschaften in Wien, für England startend Gold bei den Commonwealth Games in Manchester und wurde Sechster bei den Europameisterschaften in München.
Bei den Leichtathletik-Weltmeisterschaften 2003 in Paris/Saint-Denis erreichte er das Halbfinale, und bei den Olympischen Spielen 2004 in Athen wurde er Sechster.
Danach machten ihm Kniebeschwerden zu schaffen, so dass er bei den Weltmeisterschaften 2005 in Helsinki im Halbfinale und bei den Europameisterschaften 2006 in Göteborg im Vorlauf ausschied.
2007 musste er sich zwei Operationen unterziehen, und seine Förderung durch die National Lottery wurde ohne Vorwarnung gestrichen. Im darauffolgenden Sommer unterbot er zwar die Qualifikationsnorm für die Olympischen Spiele in Peking, wurde aber beim Ausscheidungsrennen des britischen Verbandes nur Achter und beendete daraufhin seine Karriere.
Michael East startete für den Verein Newham & Essex Beagles.

## Persönliche Bestzeiten
- 800 m: 1:46,27 min, 31. Juli 2004, London
- 1500 m: 3:32,37 min, 2. Juli 2004, Rom
  - Halle: 3:36,42 min, 20. Februar 2004, Birmingham
- 1 Meile: 3:52,50 min, 21. August 2005, Sheffield